# Helina prolatifrons
Helina prolatifrons este o specie de muște din genul Helina, familia Muscidae, descrisă de John Otterbein Snyder în anul 1940.
Este endemică în Panama. Conform Catalogue of Life specia Helina prolatifrons nu are subspecii cunoscute.